# جدائل صعدة (رواية)
جدائل صعدة هي رواية للكاتب اليمني الطبيب مروان الغفوري وقد طبعت ونشرت النسخة الأولى منها عام 2014.

## الرواية
«تحكي الرواية عن صعدة، وعن إيمان التي ستتحدث بقصتها للكاتب وجدائلها المنسدلة من أعالي الجبال، وعن سر بطنها المنتفخ، عن الحرب والمواقف والعادات والتقاليد، وعن المأجورين ومن يوظفون الدين للمصالح السياسية والشخصية، وعن الجهل والتزمت، عن الأنوثة المسحوقة».

## طالع ايضاً
- الخزرجي (رواية).